# Kom vi flygter
Kom Vi Flygter er titlen på debutalbummet fra det danske band Hugorm. Det udkom 23. oktober 2020 hos Warner Music Denmark.
Fra albummet udkom i første omgang singlerne Bange for mig selv og Der er sket noget. Sidstnævnte havde Benal-rapper, Benjamin Hav, med som gæstesolist.
I forbindelse med albumudgivelsen udsendte trioen en video til sangen Pottemanden, hvori skuespillerne Brian Lykke og Andreas Balslev-Olesen gæsteoptræder, og 9. april 2021 udkom albummets sidste single, Træmand - albummets åbningsnummer.

## Spor
1. "Træmand" (3:13)
2. "Kigger væk" (2:58)
3. "Falder fra" (3:01)
4. "Der er sket noget" (3:02)
5. "Charles" (3:44)
6. "Bange for mig selv" (2:53)
7. "Kong Alkohol" (5:02)
8. "Pottemanden" (3:54)
9. "Kom vi flygter" (3:54)